# 孔玲
孔玲（1975年10月—），女，汉族，山东聊城人，中华人民共和国政治人物，中国共产党党员。研究生学历，法学博士。2000年7月参加工作。曾任最高人民法院赔偿委员会办公室主任，现任全国人大常委会代表工作委员会副主任。
父親孔繁森曾任中共阿里地委书记，后因公殉职。